# Ó Ceallaigh
 (mars 2025).
Pour les articles homonymes, voir O'Kelly.
Ó Ceallaigh est un nom de famille irlandais qui se traduit en version anglaise O'Kelly. Ce clan vivait dans le royaume d'Uí Maine dans le Connacht.
Les armoiries des O'Kelly d'Uí Maine sont les suivantes : « d'azur, une tour à trois tours soutenue par deux lions rampants d'argent des chaînes descendant des créneaux entre les pattes des lions ». La devise est : "Turris fortis mihi Deus", qui se traduit par "Dieu est une tour forte pour moi" ou bien "Dieu est ma tour de force". 

## Monuments appartenant aux O'Kelly
- Château de Garbally
- Château de Monivea
- Château de Gallagh
- Château de Clonbrock
- Château de Galey
- Château de Moyvannan
- Abbaye Sainte-Marie, Duleek
- Abbaye de Kilconnell
- Prieuré d'Aughrim
- Prieuré de Clontuskert
- Aghrane (maintenant Castlekelly)